# Сборная Израиля по крикету
Сборная Израиля по крикету — национальная сборная, представляющая Израиль на международных матчах по крикету. Несмотря на географическое расположение на Ближнем Востоке, Израиль является членом Европейского совета крикета. Ассоциированный член Международного совета крикета с 1974 года, в рейтинге сборных Европы, не играющих тестовые матчи, занимает 12-е место.

## История

### Зарождение крикета
Британцы завезли крикет в Палестину, как и во многие свои колонии. После образования независимого государства Израиль британцы в 1948 году покинули Ближний Восток, и развивать игру могли только некоторые местные энтузиасты. Новый виток популярности крикета пришёлся на середину 1960-х годов, когда в страну приехали множество эмигрантов из традиционных стран — любителей крикета (Южная Африка, Великобритания, Бангладеш, Индия, Шри-Ланка и Пакистан). В 1966 году состоялся первый чемпионат страны, а в 1968 году появилась Израильская ассоциация крикета. Лига развивалась, несмотря на отсутствие нужной инфраструктуры: матчи игрались на пыльных футбольных полях с плохим газоном и калитками из циновки, однако энтузиазм израильских игроков оказался сильнее трудностей.

### Членство в Международном совете
В 1974 году Израиль вошёл в Международный совет крикета, несмотря на возражения Пакистана. Израиль принял участие в розыгрыше первого ICC Трофи в 1979 году, но проиграл в первом же раунде: первый матч команда Израиля провела 22 мая 1979 года против США в английском Солихалле. Команда Израиля также не преодолела первый раунд турниров 1982 и 1986 годов.
В 1990 и 1994 годах Израиль дошёл до розыгрыша Тарелки в ICC Трофи, а в 1996 году дебютировал на первом чемпионате Европы в Дании, заняв 8-е место в турнире с участием 8 команд. В 1997 году Израиль обратил на себя внимание неспортивного характера в крикете: на ICC Трофи 1997 года в Малайзии прокатились протесты против участия сборной Израиля, инициированные Малайзийской исламской партией. Тем не менее, сборная Израиля впервые в истории сыграла в Малайзии (став первой израильской командой по игровым видам спорта, когда-либо игравшей в Малайзии) и завершила турнир на 21-м месте.
В 1998 году сборная Израиля заняла 9-е место на чемпионате Европы, опередив сборную Гибралтара,  а через год приняла участие в турнире по крикету в Гибралтаре с командами Франции и Италии, проиграв французам матч за 3-е место.

### XXI век
Израиль играет во втором дивизионе чемпионата Европы с 2000 года: в 2000 году он занял 5-е место, в 2002 году — 4-е, в 2004 году — 6-е. В 2006 году израильскую команду опять встретили многочисленными протестами из-за Второй Ливанской войны. Первый матч против Джерси был отменён, а на оставшихся двух матчах игроков освистывали. Матчи пришлось перенести на авиабазу Лоссимаут, игроки выступали под вооружённой охраной. Но и вторая игра против Греции не состоялась, так как у греков возникли проблемы в пути. В итоге израильтяне завершили матч на 7-м месте.
В ноябре 2007 года Израиль проиграл матч Хорватии: это был первый международный матч по крикету, сыгранный в Израиле. Из-за поражения израильтяне вылетели в третий дивизион, однако в 2009 году победили ту же Хорватию и вернулись во второй дивизион.

## Выступления

### ICC Трофи
- 1979[англ.]: первый раунд[5]
- 1982[англ.]: первый раунд[6]
- 1986[англ.]: первый раунд[7]
- 1990[англ.]: поединок за тарелку[8]
- 1994[англ.]: поединок за тарелку[9]
- 1997[англ.]: 21-е место[11]
- 2001[англ.]: первый раунд[22]
- 2005[англ.]: не квалифицировались[23]

### Чемпионаты Европы
- 1996: 8-е место[10]
- 1998: 9-е место[12]
- 2000: 5-е место (2 дивизион)[14]
- 2002: 4-е место (2 дивизион)[15]
- 2004: 6-е место (2 дивизион)[16]
- 2006: 7-е место (2 дивизион)[20]
- 2009: 1-е место (3 дивизион)
- 2010: 5-е место (2 дивизион)

## Состав
15 игроков, выступавших на чемпионате Европы 2009 года в 3-м дивизионе:
- Гершель Гутман
- Шаилеш Бангера
- Сафания Нагавкар
- Габи Шашат
- Нир Докаркар
- Элиезер Самсон
- Исаак Талкар
- Эшкол Соломон
- Янив Рацпуркер
- Бен Шапиро
- Дови Майерс
- Эдриан Вард
- Рэймонд Эстон
- Дэвид Мэссил
- Стивен Шейн